# Желязкув (Каліський повіт)
Желязкув (пол. Żelazków) — село в Польщі, у гміні Желязкув Каліського повіту Великопольського воєводства.
Населення — 878 осіб (2011).
У 1975-1998 роках село належало до Каліського воєводства.

## Демографія
Демографічна структура станом на 31 березня 2011 року:
|          | Загалом | Допрацездатний вік | Працездатний вік | Постпрацездатний вік |
| -------- | ------- | ------------------ | ---------------- | -------------------- |
| Чоловіки | 412     | 78                 | 297              | 37                   |
| Жінки    | 466     | 93                 | 275              | 98                   |
| Разом    | 878     | 171                | 572              | 135                  |